# 2017 في المملكة المتحدة
فيما يلي قوائم الأحداث التي وقعت خلال عام 2017 في المملكة المتحدة.

## أحداث
- 22 مايو – هجوم مانشستر أرينا 2017
- 19 يونيو – حادثة دهس المصلين في لندن 2017
- 3 يونيو – هجمات لندن يونيو 2017
- 14 يونيو – حريق برج غرينفيل
- 8 يونيو – الانتخابات التشريعية البريطانية 2017
- 22 مارس – هجوم وستمنستر 2017

## سياسة

### تعيين في المنصب
- 6 أبريل – كاياني ألدورينو عمدة جبل طارق [الإنجليزية]‏.
- 11 يونيو – داميان غرين سكرتير الدولة الأول.

### انتهاء فترة المنصب
- 11 يونيو – داميان غرين وزير الدولة لشؤون العمل والمعاشات [الإنجليزية]‏،سكرتير الدولة الأول.
- 17 أكتوبر – أندرو لويد ويبر عضو مجلس اللوردات.

## رياضة
- 1 يناير – بطولة العالم لألعاب القوى 2017
- 1 يناير – بطولة ويمبلدون 2017
- 23 أبريل – ماراثون لندن 2017 الفائزون ماري كيتاني، دانيال وانجيرو.
- 30 يوليو – رايد لندن الكلاسيكي 2017 الفائزون ألكسندر كريستوف، ماغنوس كورت نيلسن، مادس فورتز شميدت، مايكل ماثيوز، ماتيو ترينتين.

## أفلام
من الأفلام التي صدرت هذه السنة في المملكة المتحدة:
- 1 يناير – 6 أيام من إخراج Toa Fraser [الإنجليزية]‏.
- 1 يناير – الأجنبي من إخراج مارتن كامبل.
- 1 يناير – بلاد الله من إخراج Francis Lee (director) [الإنجليزية]‏.
- 1 يناير – حمى التوليب من إخراج جاستن تشادويك.
- 1 يناير – دعوة الوحش من إخراج خوان أنطونيو بايونا.
- 1 يناير – لافينغ من إخراج جيف نيكولز.
- 1 يناير – ماذا حدث للاثنين من إخراج تومي وركولا.
- 1 يناير – وداعا كريستوفر روبن من إخراج سيمون كورتيس.
- 1 يناير – وفاة ستالين من إخراج أرماندو يانوتشي.
- 12 مايو – فضائي: كوفينانت من إخراج ريدلي سكوت.
- 25 مايو – تشرشل من إخراج Jonathan Teplitzky [الإنجليزية]‏.
- 13 يوليو – دونكيرك من إخراج كريستوفر نولان.
- 4 سبتمبر – ثلاث لوحات خارج إيبينغ، ميزوري من إخراج مارتن ماكدونا.
- 7 سبتمبر – ابنة عمي ريتشل من إخراج روجر ميشيل.
- 8 سبتمبر – سلاح مجاني من إخراج بن ويتلي.
- 10 سبتمبر – ليون من إخراج غارث ديفيس [الإنجليزية]‏.
- 11 سبتمبر – عين في السماء من إخراج جافن هود.
- 21 سبتمبر – كينغزمان: الدائرة الذهبية من إخراج ماثيو فون.
- 22 سبتمبر – معركة الجنسين من إخراج جوناثان دايتون [الإنجليزية]‏.
- 3 أكتوبر – بليد رانر 2049 من إخراج دينيس فيلنوف.
- 9 نوفمبر – جريمة في قطار الشرق السريع من إخراج كينيث براناه.

## برامج ومسلسلات وأنمي
- نهاية العالم اللعين

## وفيات

### يناير
- 10 يناير – أوليفر سميثيز (مواليد 1925)
- 10 يناير – كلير هولينجورث (مواليد 1911) صحفية بريطانية.
- 12 يناير – غراهام تايلور (مواليد 1944)
- 25 يناير – جون هرت (مواليد 1940) ممثل بريطاني.
- 26 يناير – تام داليل (مواليد 1932)
- 27 يناير – بيلاي سيمبسون (مواليد 1929) لاعب كرة قدم بريطاني.
- 31 يناير – جون ويتون (مواليد 1949)

### فبراير
- 1 فبراير – جمال الدين الحارث (مواليد 1966)
- 8 فبراير – بيتر مانسفيلد (مواليد 1933)
- 8 فبراير – ستيف سومنر (مواليد 1955) لاعب كرة قدم نيوزلندي.

### مارس
- 2 مارس – تومي جيمل (مواليد 1943) لاعب ومدرب كرة قدم.
- 3 مارس – جوردون توماس (مواليد 1933)
- 10 مارس – جون سورتيس (مواليد 1934)
- 17 مارس – روبرت داي (مواليد 1922) مخرج أفلام بريطاني.
- 22 مارس – خالد مسعود (مواليد 1964)
- 22 مارس – روني موران (مواليد 1934) لاعب كرة قدم إنجليزي.

### أبريل
- 15 أبريل – آلان هولدسورث (مواليد 1946) عازف قيثارة وملحن إنجليزي.
- 21 أبريل – أوغو إيهوغو (مواليد 1972) لاعب كرة قدم إنجليزي.

### مايو
- 18 مايو – ألان وليامز (مواليد 1938) لاعب كرة قدم إنجليزي.
- 23 مايو – روجر مور (مواليد 1927) ممثل بريطاني.

### يونيو
- 1 يونيو – سالي آن جونز (مواليد 1968)
- 5 يونيو - هيلين دنمور، روائية وشاعرة بريطانية.
- 7 يونيو - أنجيلا هارتلي برودي (مواليد 1934) باحثة سرطان.

### يوليو
- 5 يوليو – جون ماكنزي (مواليد 1925) لاعب كرة قدم اسكتلندي.
- 26 يوليو – جيمي وايت (مواليد 1942) لاعب كرة قدم إنجليزي.

### أغسطس
- 3 أغسطس – روبرت هاردي (مواليد 1925) ممثل بريطاني.
- 19 أغسطس – برايان ألديس (مواليد 1925)

### سبتمبر
- 11 سبتمبر – بيتر هال (مواليد 1930)
- 25 سبتمبر – فريدي شيبارد (مواليد 1942) رجل أعمال من المملكة المتحدة.

### أكتوبر
- 9 أكتوبر – لاري بول (مواليد 1952)
- 21 أكتوبر – روزماري ليتش (مواليد 1935) ممثلة بريطانية.
- 29 أكتوبر – رون ووكر (مواليد 1932) لاعب كرة قدم إنجليزي.
- 29 أكتوبر – نينيان ستيفين (مواليد 1923)

### نوفمبر
- 3 نوفمبر – عبد الرحمن بيسواس (مواليد 1926)
- 23 نوفمبر – ألان هاريس (مواليد 1942) لاعب كرة قدم من المملكة المتحدة.
- 23 نوفمبر – أنثوني هارفي (مواليد 1931) مخرج بريطاني.
- 30 نوفمبر – كولن غروفز (مواليد 1942)